# Bova

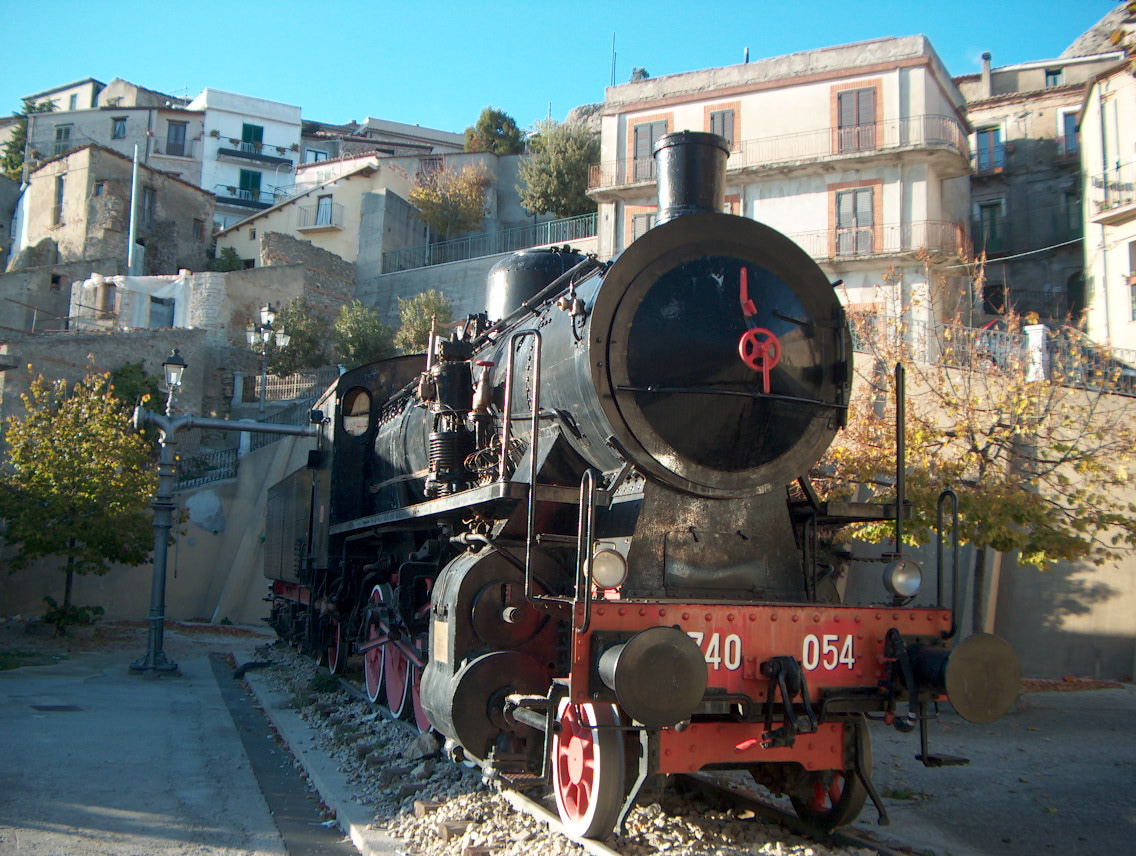
Stoomlocomotief in Bova

Bova is een gemeente in de Italiaanse provincie Reggio Calabria (regio Calabrië) en telt 471 inwoners (31-12-2004). De oppervlakte bedraagt 46,9 km², de bevolkingsdichtheid is 10 inwoners per km². In Bova wordt een grieks dialect gesproken.

## Demografie
Bova telt ongeveer 204 huishoudens. Het aantal inwoners daalde in de periode 1991-2001 met 21,3% volgens cijfers uit de tienjaarlijkse volkstellingen van ISTAT.
| Jaar | Inwoneraantal |
| ---- | ------------- |
| 1991 | 602           |
| 2001 | 474           |

## Geografie
Bova grenst aan de volgende gemeenten: Africo, Bova Marina, Condofuri, Palizzi, Roghudi, Staiti.